# Frank H. Foss

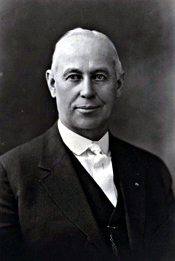
Frank H. Foss

Frank Herbert Foss (* 20. September 1865 in Augusta, Maine; † 15. Februar 1947 in Fitchburg, Massachusetts) war ein US-amerikanischer Politiker. Zwischen 1925 und 1935 vertrat er den Bundesstaat Massachusetts im US-Repräsentantenhaus.

## Werdegang
Frank Foss besuchte die öffentlichen Schulen seiner Heimat und danach bis 1886 das Kent Hill Seminary. Seit 1893 lebte er in Fitchburg. Danach begann er sich in der Bauindustrie zu betätigen. Er arbeitete für eine Firma, die Industrieanlagen errichtete. Außerdem wurde er im Bankengeschäft aktiv. Zwischen 1906 und 1912 saß Foss im Gemeinderat von Fitchburg. Von 1913 bis 1915 war er Wasserbeauftragter dieser Stadt; schließlich fungierte er dort zwischen 1917 und 1920 als Bürgermeister. Politisch war er Mitglied der Republikanischen Partei. Von 1915 bis 1946 gehörte er deren Staatsvorstand an. Im gleichen Zeitraum war er Delegierter auf allen regionalen Parteitagen in Massachusetts. In den Jahren 1921 bis 1924 war er Staatsvorsitzender der Republikaner.
Bei den Kongresswahlen des Jahres 1924 wurde Foss im dritten Wahlbezirk von Massachusetts in das US-Repräsentantenhaus in Washington, D.C. gewählt, wo er am 4. März 1925 die Nachfolge von Calvin Paige antrat. Nach vier Wiederwahlen konnte er bis zum 3. Januar 1935 fünf Legislaturperioden im Kongress absolvieren. Seit 1933 wurden dort die ersten der New-Deal-Gesetze der Bundesregierung unter Präsident Franklin D. Roosevelt verabschiedet, denen Foss’ Partei eher ablehnend gegenüberstand.
Im Jahr 1934 wurde Frank Foss nicht wiedergewählt. Nach dem Ende seiner Zeit im US-Repräsentantenhaus kehrte er wieder in die Baubranche zurück. Er starb am 15. Februar 1947 in Fitchburg.